# Tjele Kirke
Tjele Kirke er sognekirke for Tjele Sogn i Midtjylland og ligger i umiddelbar tilknytning til Tjele Gods.

## Kirkens ydre
Kirken består af et romansk langhus hvis oprindelige vestlige del er fra 1100-tallet, medens den østlige del er tilbygget i 1573 af genbrugte granitkvadre fra Sct. Hans Kirke i Viborg. Ved langhusets østlige ende er der – også i 1573 – tilbygget et femsidet sakristi med et enkelt vindue og ved den vestlige ende samtidig et smalt tårn med gavle nord-syd. På kirkens sydside findes et våbenhus, hvis alder ikke er kendt. Desuden er her to vinduer. På nordsiden ses den tilmurede norddør. Selve langhuset og sakristi-tilbygningen står i blank kvaderstensmur. Våbenhuset er pudset med cement og tårnet er hvidtet. Kirken er overalt blytækket.

## Kirkens indre
Kirken er i sit indre hvælvet, i selve skibet med en slags tøndehvælv og i kordelen med et krydshvælv. Tårnet har et hvælvet underrum, som rummer et meget overdådigt barokt gravmæle for en tidligere ejer af Tjele, Geert Diderich Levetzau. Tårnrummet er adskilt fra resten af kirken med en meget fornemt udført smedejernsgitterportal. Samme Levetzau har også fået et stort epitafium, som er anbragt direkte over for syddøren og således indvendig dækker den gamle norddør.
Alterbordet er fra 1738, mens opsatsen er fra begyndelsen af 1900-tallet og skåret i træ af P. Skovgård. Den består af et midterstykke med et maleri øverst og et vers fra Lukas-evangeliet nederst, og to sidestykker som bæres af engle og har udskårne akantusblade. Altermaleriet forestiller den fortabte søn og er malet af Rud Petersen i 1919.
Prædikestolen er fra 1578. Den har søjler i hjørnerne og rundbuede felter med givernes – Jørgens Skrams og Hilleborg Daas – våben.
Døbefonten er en enkel romansk granitfont uden udsmykninger.
Foruden de nævnte gravminder er i koret ophængt en ligsten over Jørgen Skram og Hilleborg Daa, som ejede godset og kirken i slutningen af 1500-tallet, og som stod for den store ombygning, som har givet kirken sin nuværende skikkelse.
Det lille orgel af nyere dato er anbragt i hjørnet mellem indgangsdøren og åbningen til tårnrummet.

## Varia
Guldhornstyven Niels Heidenreich's far var degn ved Tjele Kirke.

## Galleri
- Tjele Kirkes indre set mod øst.
- Tjele Kirkes indre set mod vest.
- Tjele Kirkes altertavle.
- Tjele Kirkes prædikestol.
- Tjele Kirkes døbefont.
- Epitafium over Geert Diderich Levetzau.
- Smedejernsgitterportal til Geert Diderich Levetzaus gravkapel.
- Gravsten over Jørgen Skram og Hilleborg Daa.

## Eksterne kilder og henvisninger
- Tjele Kirke hos KortTilKirken.dk
- J.P. Trap: Danmark, 5. udgave, bind 17, side 336, København 1962.
- Erik Horskjær (ed.): De danske Kirker, bind 12, side 264. København 1969.